# Jirgen Šmiduber
Jirgen Šmiduber (rođen 17. januara 1963) nemački je informatičar poznat po svom radu u oblasti veštačke inteligencije, posebno veštačkih neuronskih mreža. On je naučni direktor Dejl Molovog instituta za istraživanje veštačke inteligencije u Švajcarskoj. On je takođe direktor Inicijative za veštačku inteligenciju i profesor programa računarskih nauka u odeljenju Računarskih, električnih i matematičkih nauka i inženjerstva (CEMSE) na Univerzitetu nauke i tehnologije Kralj Abdula (KAUST) u Saudijskoj Arabiji.
Najpoznatiji je po svom temeljnom i visoko citiranom radu o dugotrajnoj kratkoročnoj memoriji (LSTM), vrsti arhitekture neuronske mreže koja je bila dominantna tehnika za različite zadatke obrade prirodnog jezika u istraživačkim i komercijalnim aplikacijama tokom 2010-ih. Takođe je uveo principe dinamičkih neuronskih mreža, meta-učenja, generativnih suparničkih mreža i linearnih transformatora, koji su svi široko rasprostranjeni u modernoj veštačkoj inteligenciji.